# Wahlenbergia wyleyana
Wahlenbergia wyleyana är en klockväxtart som beskrevs av Otto Wilhelm Sonder. Wahlenbergia wyleyana ingår i släktet Wahlenbergia och familjen klockväxter. Inga underarter finns listade i Catalogue of Life.